# Susanne Nothhafft
Susanne Nothhafft (* 1968) ist eine deutsche Juristin, Mediatorin und Professorin für Recht an der Katholischen Stiftungshochschule München.

## Leben und Wirken
Nothhafft begann zunächst ein Philosophiestudium an der Ludwig-Maximilians-Universität München, wechselte dann jedoch zu Rechtswissenschaft. Sie legte dort ihr 1. und 2. juristisches Staatsexamen ab. Ihre Dissertation mit dem Titel Partizipation durch Mediation: Wege zur Konfliktlösung in der Zivilgesellschaft reichte sie 2004, ebenfalls an der LMU, ein. Im Rahmen ihrer Dissertation gründete sie mit weiteren Mediatorinnen und Mediatoren die Fachstelle für Konfliktschlichtung des Brücke e. V. Dort war Nothhafft von 1997 bis 2006 als Juristin, Mediatorin und Ausbilderin im Bereich Mediation tätig.
Von 2007 bis 2010 war Nothhafft als wissenschaftliche Referentin am Deutschen Jugendinstitut für den Bereich Rechtliche Fragestellungen im nationalen wie internationalen Kontext zuständig. 2008 war sie Teil einer Sachverständigenanhörung des Rechtsausschusses des Bundestags zu einem vorgelegten Gesetzentwurf zur Reform des familiengerichtlichen Verfahrens.
2010 zog Nothhafft mit ihrer Familie nach Damaskus. Dort führte sie ein Forschungsprojekt der Universität Zürich durch, welches sich mit dem Schutz von Frauen und Kindern vor häuslicher Gewalt in patriarchialen Gesellschaften beschäftigte. 2012 zog die junge Familie im Zuge des Arabischen Frühlings zurück nach München.
Seit 2012 ist Nothhafft Professorin für Recht in der Sozialen Arbeit an der Katholischen Stiftungshochschule München. Ihre Arbeits- und Forschungsschwerpunkte sind unter anderem geschlechtsspezifische Gewalt, Häusliche Gewalt und Sorgerechtsfragen, Transformative Gerechtigkeit, Flucht und Migration, Recht in der Pflege, Middle East als Regionen-Fokus, Mediation und menschenrechtliche Grundlagen der Sozialen Arbeit.
Zwischen 2021 und 2022 war Nothhafft Projektleitung der wissenschaftlichen Begleitung zur Pilotphase eines Fragebogens zur Gefährlichkeitseinschätzung bei häuslicher Gewalt. Gefördert vom BMFSFJ im Rahmen des Programms Gemeinsam gegen Gewalt an Frauen und unterstützt vom Bayerischen Staatsministerium der Justiz evaluierte ihr Team die Anwendung des Münchner Modells in kindschaftsrechtlichen Verfahren.
2022 war Nothhafft als Mitglied des Deutschen Juristinnenbundes Teil einer Expertenanhörung des Fachausschusses für Arbeit und Soziales, Jugend und Familie des bayerischen Landtags zum Thema Schutzstrukturen gegen Gewalt in Bayern. Im Dezember 2022 unterzeichnete Susanne Nothhafft das vom Beirat Genderpädagogik Bayern initiierte Positionspapier Sexuelle Bildung in Bayern mit, das für eine diskriminierungssensible und vielfaltsorientierte Sexualpädagogik eintritt.

## Funktionen und Mitgliedschaften
- Mitglied im Beirat Genderpädagogik Bayern
- Vorstandsmitglied im Verein Frauen helfen Frauen
- Mitglied der Initiativgruppe zum Runden Tisch gegen Männergewalt (seit 2007)
- Mitglied im Deutschen Juristinnenbund

## Publikationen (Auswahl)

### Fachbroschüren und Forschungsberichte
- Deutsches Institut für Jugendhilfe und Familienrecht e. V. (Hrsg.): Datenschutz bei Frühen Hilfen. Praxiswissen Kompakt. Redaktion: Susanne Nothhafft. München/Köln 2010, ISBN 978-3-937707-81-5.
- Silvia Erhard, Susanne Nothhafft, Melanie Pouwels (2022): Projekt Safety First. Ergebnisse der Begleitforschung zur Praxisimplementationsphase des Münchner Fragebogens zur Dokumentation und zur Gefährdungseinschätzung in Umgangs- und Sorgerechtsverfahren bei ‚Häuslicher Gewalt‘. Katholische Stiftungshochschule München, 2022. (PDF, 5,3 MB)
- Landeshauptstadt München (Hrsg.): Gewaltschutzgesetz. Häusliche Gewalt beenden – mit Recht. Information zum Bundesgesetz über den zivilrechtlichen Schutz vor Gewalttaten und Nachstellungen. Wegweisung, Kontaktverbot, Wohnungszuweisung. Text: Sibylle Stotz, Cony Lohmeier, Susanne Nothhafft. München, 2014.

### Aufsätze und Stellungnahmen
- Susanne Nothhafft (1997): Erziehen statt Strafen. Grundlagen und Tendenzen des französischen Jugendstrafrechts. In: Frieder Dünkel, Anton van Kalmthout, Horst Schüler-Springorum (Hrsg.): Entwicklungstendenzen und Reformstrategien im Jugendstrafrecht im europäischen Vergleich. Forum Verlag Godesberg, 1997, S. 129–154. ISBN 3-930982-20-X.
- Susanne Nothhafft (1999): Himmel und Erde – Frauen in Gewaltverhältnissen und die Schwierigkeit, sie zu verteidigen, wenn sie ihren Peiniger töten. In: Monatsschrift für Kriminologie und Strafrechtsreform, 82(2), S. 111–136.
- Susanne Nothhafft (2001): Mediation bei Gewaltstraftaten In Paarbeziehungen? Ein Beitrag Zur Diskussion Des Buches Von Bannenberg, Weitekamp, Rössner & Kerner. In: Monatsschrift für Kriminologie und Strafrechtsreform, 84(2), S. 154–166.
- Susanne Nothhafft (2003): Conflict resolution and peer mediation: a pilot programme in Munich secondary schools. In: Elmar G. M. Weitekamp, Hans-Jürgen Kerner (Hrsg.): Restorative Justice in Context. Willian London 2003, S. 80–94. ISBN 978-1-84392-482-1.
- Susanne Nothhafft (2008): Stellungnahme zum Entwurf eines Gesetzes zur Reform des Verfahrens in Familiensachen und in den Angelegenheiten der freiwilligen Gerichtsbarkeit (FGG-Reformgesetz – FGG-RG). Deutsches Jugendinstitut. (PDF, 197 KB)
- Susanne Nothhafft (2008): Landesgesetzliche Regelungen im Bereich des Kinderschutzes bzw. der Gesundheitsvorsorge. Deutsches Jugendistitut München 2008 / aktualisiert 2009, im Auftrag des BMFSFJ. (PDF, 321 KB)
- Susanne Nothhafft (2008): Kindschaftsrechtliche Aspekte des FGG-Reformgesetzes – Verfahrenseile schadet bei häuslicher Gewalt. In: djbZ – Zeitschrift des Deutschen Juristinnenbundes 11(2), S. 71–73.
- Susanne Nothhafft (2019): Vom Völkerrecht zu einem Recht der BürgerInnen. In: Luise Behringer, Annette Eberle, Uwe Kaminsky, Ursula Unterkofler (Hrsg.): Menschenrechte und Soziale Arbeit im Schatten des Nationalsozialismus. Der lange Weg der Reformen. Springer VS Wiesbaden, 1. Auflage, 2019, S. 3–21. ISBN 978-3-658-19517-5.
- Susanne Nothhafft (2023): Vom Völkerrecht zu einem Recht der BürgerInnen. Menschenrechte und deren Implikationen für die Soziale Arbeit. In: Luise Behringer, Annette Eberle, Uwe Kaminsky, Ursula Unterkofler (Hrsg.): Menschenrechte und Soziale Arbeit im Schatten des Nationalsozialismus. Der lange Weg der Reformen. Springer VS Wiesbaden, 2. Auflage, 2023, S. 3–21. ISBN 978-3-658-39158-4.